# Associazione Fascista Calcio Mestre 1941-1942
Questa voce raccoglie le informazioni riguardanti l'Associazione Fascista Calcio Mestre nelle competizioni ufficiali della stagione 1941-1942.

## Rosa
| N. |                   | Ruolo | Calciatore         |
| -- | ----------------- | ----- | ------------------ |
|    | Italia (bandiera) | A     | Deo Baldi          |
|    | Italia (bandiera) | C     | Armando Bianchini  |
|    | Italia (bandiera) | D     | I. Blasibetti      |
|    | Italia (bandiera) | P     | I. Bortolotti      |
|    | Italia (bandiera) | A     | Pietro Cadei       |
|    | Italia (bandiera) | D     | Umberto Camozzo    |
|    | Italia (bandiera) | D     | Giuseppe Canova    |
|    | Italia (bandiera) | C     | Vito Caon          |
|    | Italia (bandiera) | P     | Giovanni Cavasin   |
|    | Italia (bandiera) | A     | D. Chino           |
|    | Italia (bandiera) | D     | L. Colorio         |
|    | Italia (bandiera) | A     | Luigi Cresta       |
|    | Italia (bandiera) | C     | Bruno De Lazzari   |
|    | Italia (bandiera) | C     | G. Demaschi        |
|    | Italia (bandiera) | D     | Giuseppe De Marchi |
|    | Italia (bandiera) | A     | P. De Pazzi        |

| N. |                   | Ruolo | Calciatore         |
| -- | ----------------- | ----- | ------------------ |
|    | Italia (bandiera) | A     | O. Di Marcantonio  |
|    | Italia (bandiera) | P     | Evaristo Farina    |
|    | Italia (bandiera) | A     | B. Franzoi         |
|    | Italia (bandiera) | C     | A Follador         |
|    | Italia (bandiera) | D     | Guerrino Girardini |
|    | Italia (bandiera) | C     | G. Maso            |
|    | Italia (bandiera) | A     | Nello Mason        |
|    | Italia (bandiera) | C     | Mario Moro         |
|    | Italia (bandiera) | A     | L. Munari          |
|    | Italia (bandiera) | C     | Orfeo Nicoletto    |
|    | Italia (bandiera) | C     | Romeo Rioda        |
|    | Italia (bandiera) | A     | S. Rizzetto        |
|    | Italia (bandiera) | D     | G. Semenzato       |
|    | Italia (bandiera) | C     | S. Stoppani        |
|    | Italia (bandiera) | D     | B. Trevisanello    |
|    | Italia (bandiera) | C     | Attilio Zerbi      |